# Emmanuel Niyonkuru
Emmanuel Niyonkuru (Rutegama, Burundi; 20 de julio de 1962-Buyumbura, 1 de enero de 2017) fue un político y economista burundés.

## Biografía
Nacido en la localidad de Rutegama, el día 20 de julio de 1962, se licenció en 1987 por la Facultad de Ciencias Económicas y Administrativas de la Universidad de Buyumbura.
Años más tarde estuvo trabajando en la banca. Entre 1992 y 2015 fue director adjunto del Banco de la República de Burundi (BRB). Además, durante estos años inició su carrera política. 
Para la legislatura 2015-2020 fue elegido como miembro del Senado de Burundi, representando a la circunscripción electoral del distrito de Muramvya. También en 2015 pasó a ser parte del Consejo de Ministros del país, ocupando la cartera de ministro de Agua, Medio Ambiente, Ordenación del Territorio y Urbanismo.

## Asesinato
Emmanuel Niyonkuru fue asesinado el día 1 de enero de 2017 por arma de fuego, en la ciudad-capital del país Buyumbura.
Un portavoz de la policía nacional afirmó que una mujer fue detenida como sospechosa del crimen. 
El presidente de Burundi, Pierre Nkurunziza, declaró públicamente que este crimen no quedaría impune.